# Młocarnia

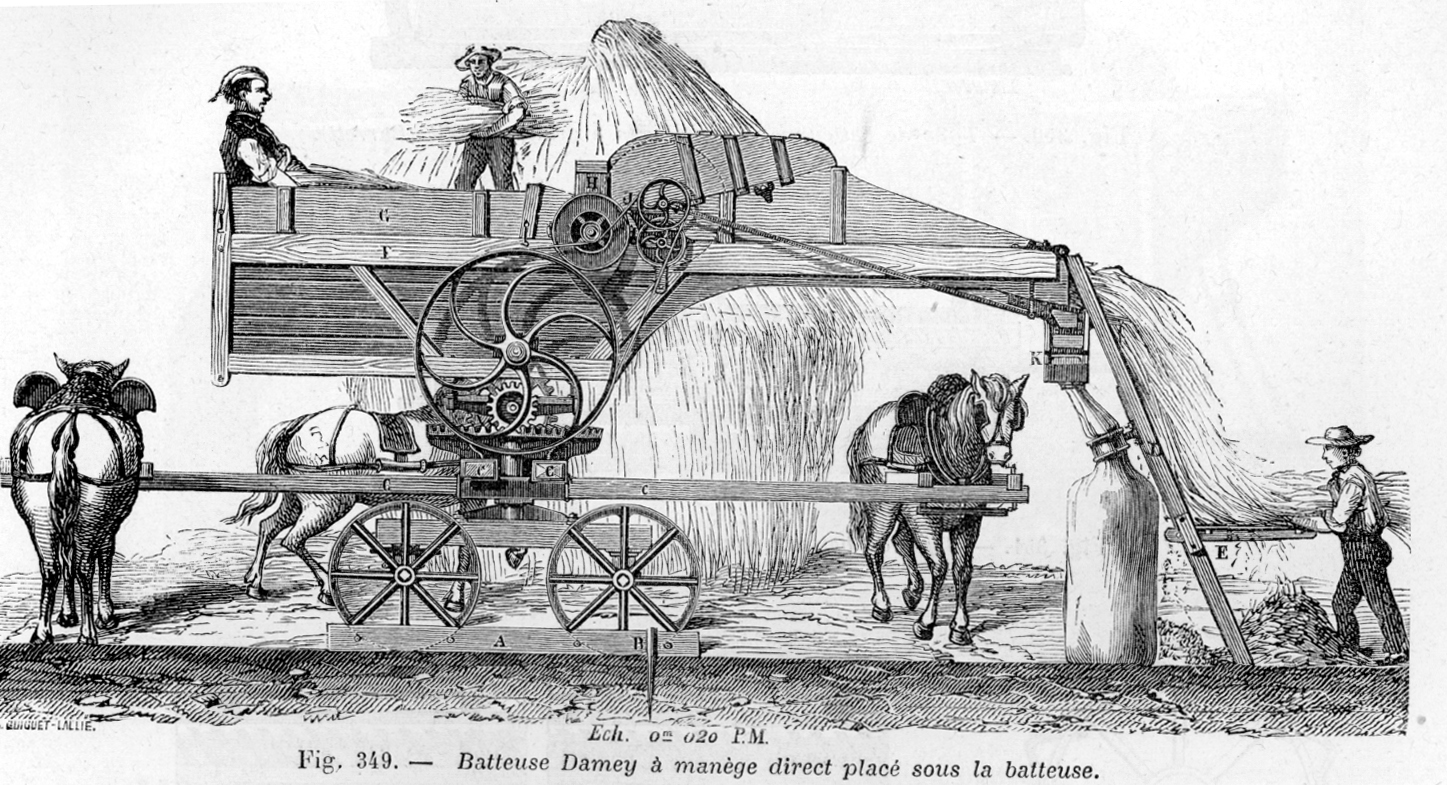
Młocarnia kieratowa z 1881 r. napędzana końmi poprzez kierat

Młocarnia (młockarnia) – maszyna rolnicza służąca do omłotu zbóż (oddzielanie ziaren zboża od kłosów i plew), rzepaku, strączkowych, marchwi, traw itp., a po odpowiednim przystosowaniu także do wycierania główek koniczyny, z kolb kukurydzy itp.

## Historia

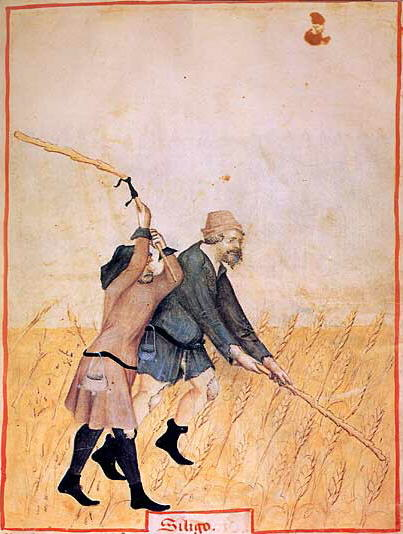
Ręczne młócenie w średniowieczu

Przez tysiące lat ziarno było młócone ręcznie za pomocą cepów. Była to praca bardzo ciężka i wymagająca poświęcenia długiego czasu, młockę przeprowadzano od żniw czasami aż do wiosny, w miarę wolnego czasu. Mechanizacja tego procesu poważnie zmniejszyła nakład ciężkiej pracy ponoszony w gospodarstwie rolnym.
Konstruktorem jednej z pierwszych młocarni (ok. roku 1786) był szkocki inżynier mechanik Andrew Meikle[niewiarygodne źródło?]. Była ona przeznaczona do mechanicznej separacji ziarna od kłosów, łodyg i łusek zbożowych.

## Budowa i działanie
Zasadniczym elementem młocarni jest bęben młócący, który poprzez ocieranie o część nieruchomą zwaną klepiskiem oraz uderzanie rozbija kłosy, łuski strąków. Następnie na wytrząsaczach następuje oddzielenie słomy od frakcji drobnych.
Pierwsze, proste i małe młocarnie tylko młóciły i oddzielały drobne frakcje od słomy, nie oczyszczały wymłóconego ziarna. Większe, nowocześniejsze były zintegrowane z wialnią, a nawet z segregownicą ziarna. Większość młocarni miała małą szerokość, zboże do młócenia podawano ułożone wzdłuż maszyny (kłosami do przodu). Po wymłóceniu słoma była potargana, połamana. Nie nadawała się do pokrywania dachów. Istniał szczególny rodzaj młocarni tzw. szerokomłotne, które umożliwiały podawanie zboża do maszyny ułożonego w poprzek. Bębny młócące w tej maszynie tylko wybijały ziarno, a nie niszczyły słomy, która pozostawała prosta.
Rozwój młocarń sprawił, że w II połowie XIX wieku stały się wydajniejsze. Młocarnia wymaga dużej mocy, dlatego były napędzane końmi poprzez kieraty później używano lokomobili, traktorów i silników elektrycznych (zwykle za pomocą koła pasowego i pasa transmisyjnego).

### Podział młocarń
- Pod względem budowy: proste, złożone, zautomatyzowane[1].
- Pod względem rodzaju urządzenia młócącego: zębowe (sztyftowe) i cepowe[1][3].
- Pod względem długości urządzenia młócącego oraz sposobu podawania zboża: wąskomłotne i szerokomłotne[1].

## Produkcja
W Polsce produkowało je wiele zakładów. Największą wytwórnią młocarń były Zakłady Hipolita Cegielskiego w Poznaniu. Po II wojnie światowej produkowano je nadal aż do 1990 roku. Głównymi wytwórniami tych maszyn były: Fabryka Maszyn Rolniczych „Agromet” w Lublinie i Warfama w Dobrym Mieście (dawne olsztyńskie). Do dziś przetrwały ich nazwy – „Lublinianki” (MCC-10A, MCC-10B, MC-85, MZK-4B) i „Warmianki” (M-05, MSC-6A, MSC-7, MSC7B).
Obecnie jako samodzielna maszyna nie jest produkowana, występuje jako element kombajnu zbożowego.

## Galeria

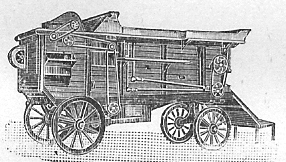
Młocarnia (1897 r.)
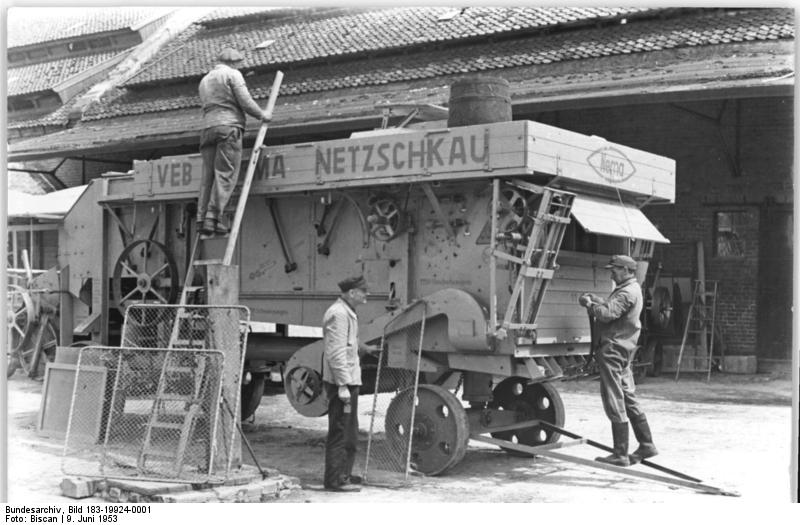
Młocarnia szerokomłotna (1953 r.)
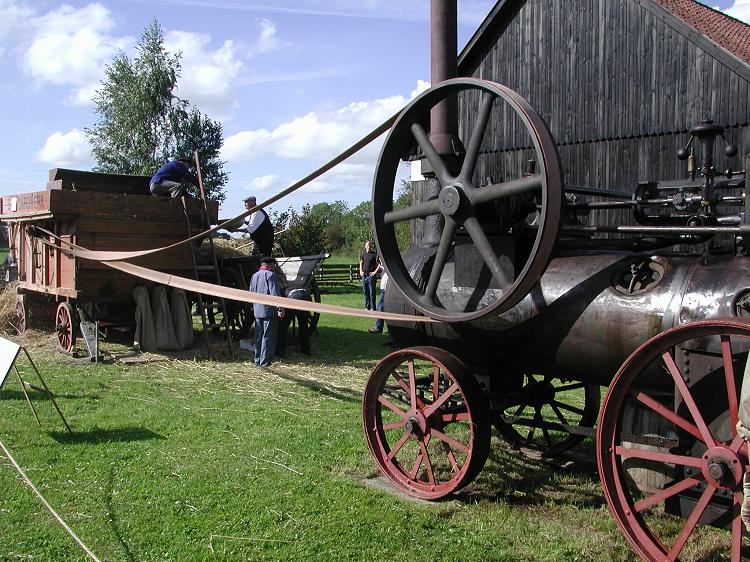
Lokomobila napędzająca młocarnię
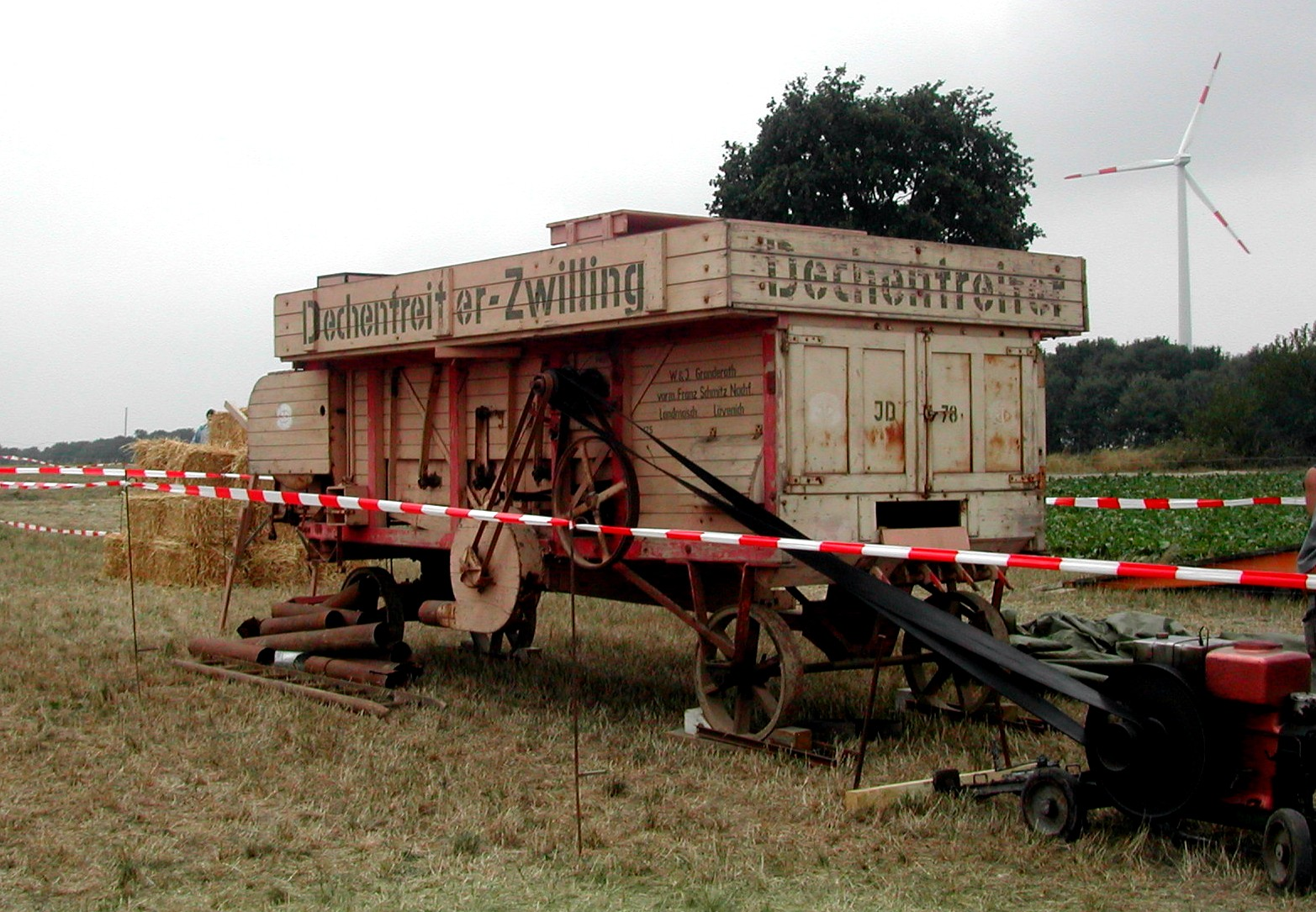
Młocarnia napędzana silnikiem spalinowym
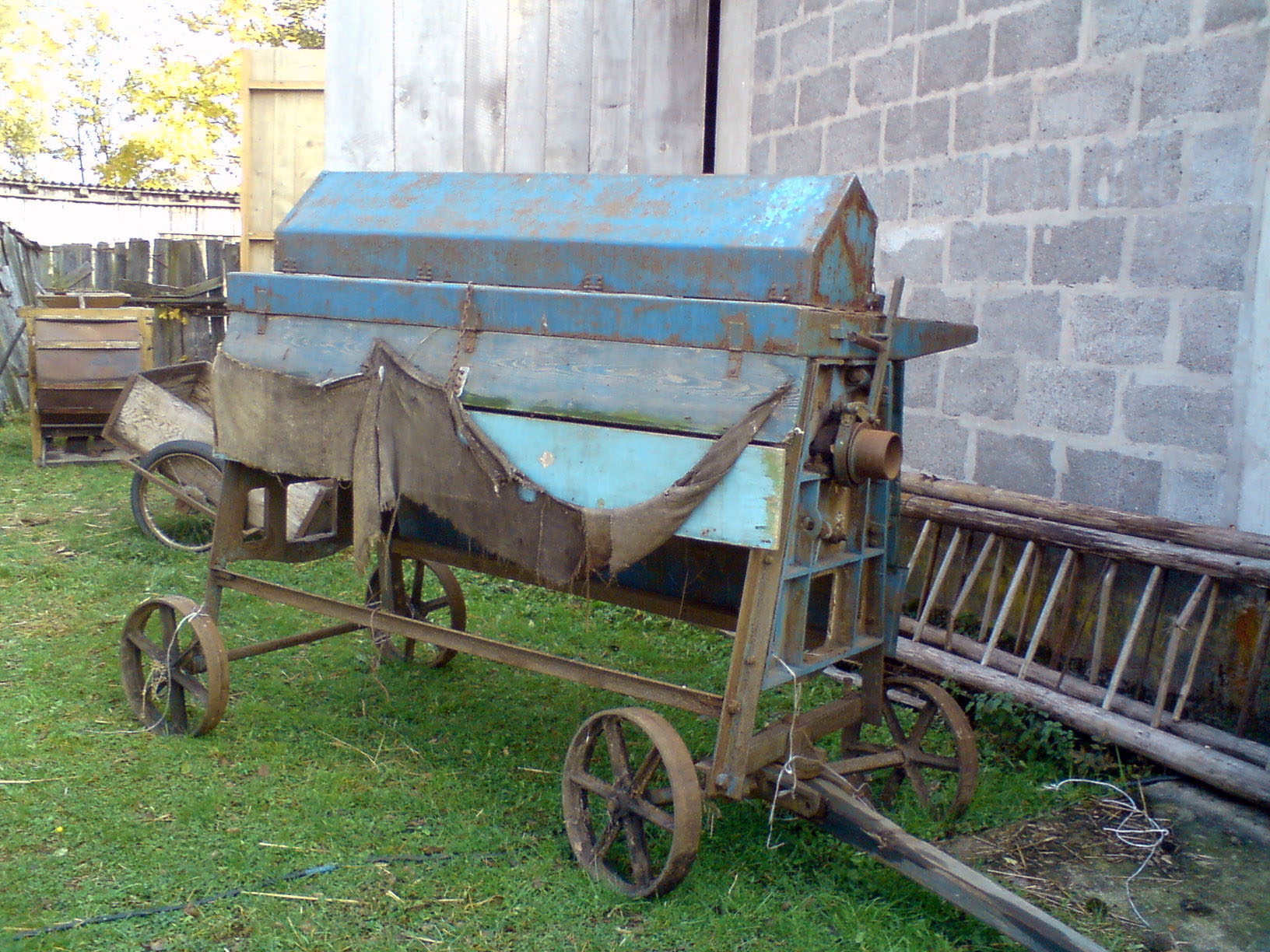
Młocarnia „sztyftówka”. Lubelskie Fabryki Maszyn Rolniczych (1959 r.).